# Bawię się świetnie
Bawię się świetnie – piąty album studyjny polskiej piosenkarki Anny Dąbrowskiej. Wydawnictwo ukazało się 19 października 2012 roku nakładem wytwórni muzycznej Jazzboy Records w dystrybucji Firmy Księgarskiej Jacek i Krzysztof Olesiejuk.
Nagrania dotarły do 2. miejsca zestawienia OLiS i uzyskały status platynowej płyty.

## Lista utworów
Opracowano na podstawie materiału źródłowego.
1. „Nadziejka” – 5:35
2. „Bawię się świetnie” – 3:47
3. „Sublokatorka” – 4:00
4. „Bez cienia nadziei” – 2:04
5. „Dorosłość oddać musisz albo niepewność” – 4:06
6. „Jej zapach” – 3:11
7. „Przy sąsiednim stoliku” – 3:05
8. „Na oślep” – 4:35
9. „Jeszcze ten jeden raz” – 4:00
10. „Kiedyś mi powiesz kim chcesz być” – 4:34